# تسمية تونس
تسمية تونس أو إتيمولوجيا تونس هي تسمية اُشتقت من تسمية عاصمتها التي تمتلك نفس التسمية. وتختلف الآراء عن تسمية هذه المدينة. يعتقد البعض أن تسمية تونس يعود إلى الحقبة الفينيقية حيث أن عادةً ما تسمى المدينة بألهتها الرئيسية وفي حالة تونس فهي تانيت. بعض المدارس العربية رجحت أصل الكلمة إلى جذور عربية من خلال المدينة القديمة ترشيش. كما رجح البعض الأخر أصل الكلمة إلى كلمة تينس التي وصفها ديودورس وبوليبيوس والتي يبدو وصفها قريبًا من منطقة القصبة بضواحي تونس حاليًا. أيضًا، أشار المؤرّخ عبد الرحمن بن خلدون إلى أصل كلمة «تونس» التي أطلقت على حاضرة شمال إفريقيّة حيث أرجع اصلها إلى ما عرف عن المدينة من ازدهار عمراني وحيوية اقتصادية وحركية ثقافية واجتماعية فقد أشار إلى أنّ اسم «تونس» اشتقّ من وصف سكانها والوافدين عليها لما عرفوا به من طيب المعاشرة وكرم الضيافة وحسن الوفادة.
كما يوجد تفسير آخر يقول أن الكلمة من جذع فعل أنس الأمازيغي والذي يعني قضاء الليلة.مع تغير المعنى في الزمن والمكان، قد تكون كلمة تونس أخذت معنى مخيم ليلي، أو مخيم، أو مكان للتوقف. وهناك مراجع مكتوبة من الحضارة الرومانية القديمة تذكر مدن قريبة بأسماء مثل تونيزا (حاليًا القالة)، تونسودى (حاليًا سيدي مسكين)، تنسوت (حاليًا بئر بورقبة)، تونسي (حاليًا رأس الجبل). بما أن كل هذه القرى كانت موجودة على الطرقات الرومانية، فقد كانت بلاشك تستعمل كمحطة لتوقف والاستراحة.
تسمية البلاد في اللغات اللاتينية، التي تضيف إليها ia مثل الإنجليزية وهي قد تطورت من تسمية الجغرافيين والمؤرخين الفرنسيين الذين سموها Tunisie -ia,.
في أوائل القرن 19 كجزء من جهودهم الرامية إلى إعطاء أسماء للأراضي التي كانت تحتلها فرنسا. كلمة Tunisie المشتقة من الفرنسية تبنتها بعض اللغات الأوروبية مع بعض التعديلات الطفيفة، مما أنتج عن اسم مميز للبلاد. أما بعض اللغات الأخرى فلم تغير التسمية العربية كثيرا، مثال على ذلك التسمية الروسية لتونس Тунис (تو'نس) والتسمية الإسبانية Túnez.

## اُنظر أيضًا
- قائمة أصول تسميات الدول
- تسمية المغرب.
- تسمية مصر.